# Morenelaphus
Il morenelafo (gen. Morenelaphus) è un cervide estinto, vissuto nel Pleistocene (tra 1 milione di anni fa e 200 000 anni fa). I suoi resti sono stati ritrovati in Sudamerica. 

## Un grande cervo sudamericano
Le ossa fossili rinvenute mostrano che questo animale era di grande taglia, all'incirca quella di un cervo comune attuale (Cervus elaphus). Possedeva corna molto robuste, cilindriche e arcuate longitudinalmente a formare una sorta di “S”, terminanti in tre punte affilate ideali per difendersi dagli attacchi dei mammiferi carnivori. Palchi fossili di questi cervi sono stati ritrovati da Carlos Ameghino nel 1913. Ulteriori ossa sono state rinvenute in Argentina, Uruguay, Paraguay e Brasile meridionale. Nonostante l'abbondanza di resti, poco si sa dell'ambiente in cui visse il morenelafo: alcuni paleontologi ritengono che vivesse in ambienti aperti o parzialmente alberati. Tra le specie di morenelafo, da ricordare M. brachyceros e M. lujanensis.